# Hradčany (ort i Tjeckien, Olomouc, lat 49,45, long 17,57)
Hradčany är en ort i Tjeckien.   Den ligger i regionen Olomouc, i den östra delen av landet, 240 km öster om huvudstaden Prag. Hradčany ligger 243 meter över havet och antalet invånare är 251.
Terrängen runt Hradčany är huvudsakligen platt, men åt nordost är den kuperad. Runt Hradčany är det ganska tätbefolkat, med 124 invånare per kvadratkilometer. Närmaste större samhälle är Přerov, 8,7 km väster om Hradčany. Trakten runt Hradčany består till största delen av jordbruksmark.